# Shi Pei Pu
Shi Pei Pu (en chinois : 时佩璞 ; pinyin : Shí Pèipú), né le 21 décembre 1938 au Shandong (république de Chine) et mort le 1er juillet 2009 à Paris,, est un intellectuel et artiste chinois.
Il fut condamné pour espionnage en mai 1986 à six ans de prison par la justice française pour avoir transmis pour le compte du Qingbao une trentaine de documents diplomatiques français à la république populaire de Chine de 1977 à 1979, avec la complicité de Bernard Boursicot, un agent administratif (catégorie C de la fonction publique, comptable dans ce cas) français en poste à l'ambassade de France à Pékin puis Oulan-Bator, avec lequel il eut une liaison discontinue de 1964 à 1983. Boursicot était en effet persuadé que Shi Pei Pu était une femme et ce dernier lui avait fait croire qu'ils avaient eu un fils ensemble pour l'inciter à trahir son pays.

## L'artiste
Shi Pei Pu est d'abord un lettré, fils d'universitaires, travaillant dans le milieu du jingju 京剧, l'opéra de Pékin , comme librettiste et comme secrétaire pour la troupe d'opéra de Pékin de la Jeunesse de Pékin (Beijing Qingnian jingju tuan 北京青年京剧团). Sa maîtrise de la langue française lui permet d'être le précepteur des enfants du chargé d'affaires de l'ambassade française. Lors de son long séjour en France, où il avait apporté une collection de costumes d'opéra de Pékin, il a de nombreuses fois revêtu l'un ou l'autre de ces costumes pour chanter des chansons populaires ou encore des arias d'opéra de Pékin.

## L'affaire d'espionnage

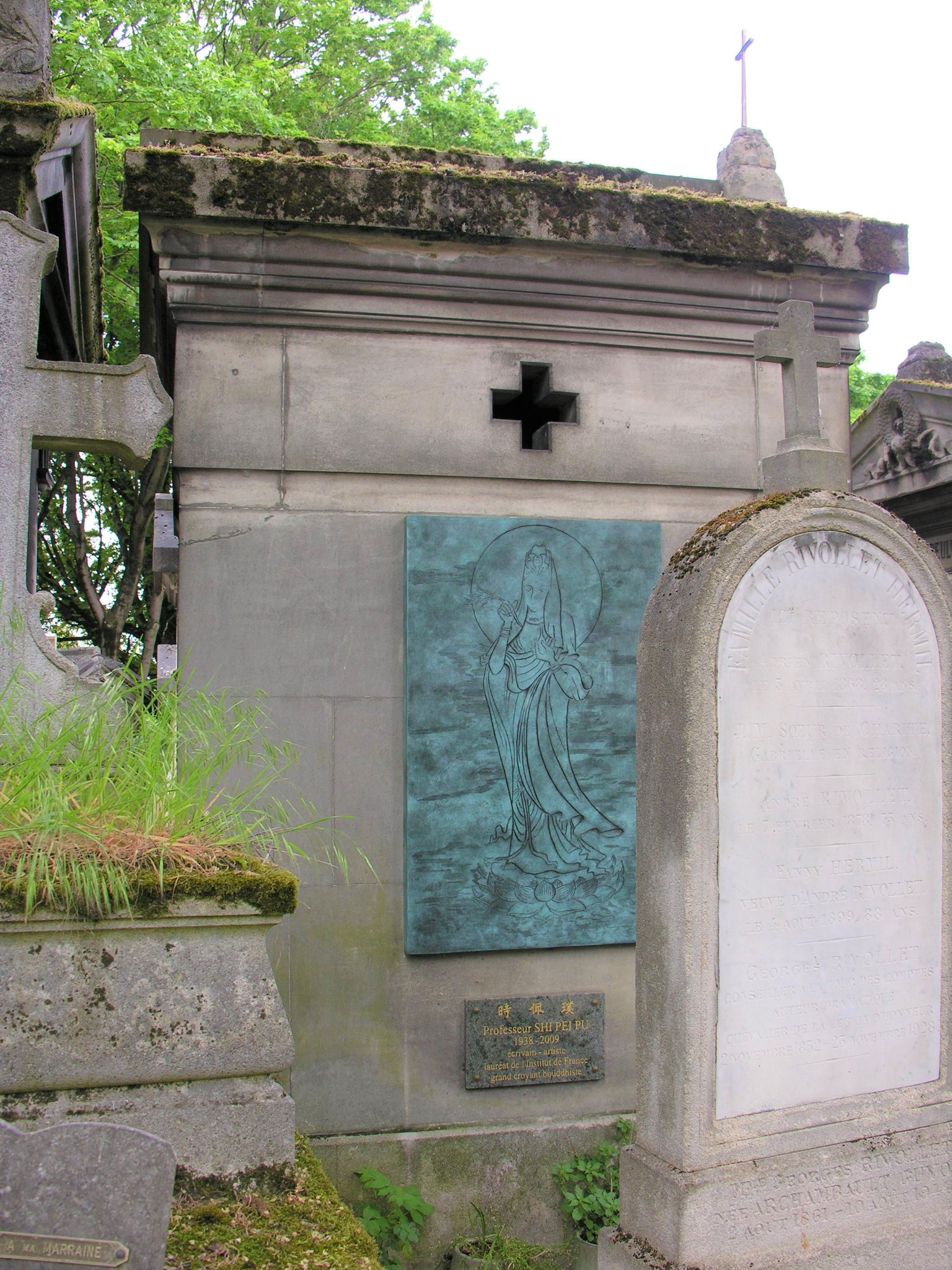
Tombe de Shi Pei Pu au cimetière du Père-Lachaise (division 71).

Shi Pei Pu a agi comme espion chinois auprès de Bernard Boursicot qu'il rencontra en 1964 à une réception à l'ambassade de France à Pékin. Ce dernier, qui travaillait comme comptable à l'ambassade de France, n'avait que vingt ans, et Shi Pei Pu, vingt-six. Shi Pei Pu lui fit croire qu'il était une femme : élevé comme un garçon dans une famille de mandarins de la province du Shandong, sa mère avait, selon ses dires, donné naissance déjà à deux filles et craignait que sa belle-mère, qui selon la tradition régentait la maison, obligeât son mari à prendre une troisième épouse pour lui donner un fils.
Kang Sheng fut mêlé à cette affaire d'espionnage qui fit intervenir le nouveau service secret de l'époque, le Qingbao. Shi Pei Pu et Bernard Boursicot entamèrent une relation qui se fortifia lorsque Shi Pei Pu lui fit croire que pendant une mutation du diplomate, un enfant était né de leur relation : Shi Dudu, élevé au Xinjiang « chez des paysans » ; en fait il s'agissait d'un orphelin fourni par le Qingbao. Ils se retrouvèrent en 1970 et Boursicot se mit à délivrer des documents de l'ambassade à Kang, un fonctionnaire du ministère la Sécurité publique, afin de « préserver sa relation avec Shi Pei Pu, d'assurer la sécurité de cette dernière et de leur enfant. » En octobre 1982, le couple s'installe avec leur fils Dudu à Paris.
Boursicot est arrêté dans la capitale française le 30 juin 1983, Shi Pei Pu un jour plus tard. Interrogé par la DST, Boursicot est inculpé pour « intelligence avec des agents d'une puissance étrangère » et Shi pour complicité du même délit. Puis le juge les envoya tous les deux en prison. En apprenant que Shi Pei Pu était un homme (à la suite d'un examen médical ordonné par le juge d'instruction, France Inter titrant le 13 juillet « La Mata-Hari chinoise est un homme »), Boursicot tenta de se suicider en prison. Les experts médicaux révélèrent lors de leurs dépositions la supercherie : lors des ébats amoureux toujours dans l'obscurité, Pei Pu masquait son pénis entre ses jambes, remontait ses testicules à l'intérieur du corps, la peau de son scrotum vide pendant et divisé en deux ressemblait à une ébauche de lèvres de la vulve, rendant possible une pénétration superficielle.
Le 6 mai 1986, la cour d'assises condamne les deux amants à une peine de six ans de réclusion. En 1987, un an après sa condamnation, Shi Pei Pu est gracié par le président François Mitterrand. Il résidait à son domicile parisien au moment de sa mort, le 30 juin 2009.
En apprenant sa mort, Boursicot indiqua qu'il n'était pas affecté, compte tenu de ce que Shi Pei Pu lui avait fait subir. Bénéficiant d'une libération conditionnelle quelques années après celle de Pei Pu, l'ancien diplomate déclara que Shi Pei Pu était désormais « libre » et entretint de son côté une relation de longue durée avec un autre homme, vivant ouvertement sa bisexualité.
Shi Pei Pu est inhumé au cimetière du Père-Lachaise (71e division).

## Adaptations
L'histoire a été reprise dans la pièce de théâtre M. Butterfly (1988) de David Henry Hwang (en) où B. D. Wong jouait Shi Pei Pu.
La pièce fut ensuite portée à l'écran dans le film M. Butterfly (1993) de David Cronenberg dans lequel l'acteur John Lone incarne Shi Pei Pu. Ce titre, prononcé Monsieur Butterfly, est un hommage à Madame Butterfly, célèbre opéra de Puccini datant de 1904, lui-même inspiré du roman Madame Chrysanthème, de Pierre Loti en 1888, déjà adapté en opéra en 1893, par Messager.

## Médiagraphie

### Émission radiophonique
- « Bernard Boursicot, l'espion amoureux », 23 avril 2014 dans L'Heure du crime de Jacques Pradel, sur RTL